# Homo naledi
Homo naledi (лат., возможные русские названия: Человек наледи или Человек из Диналеди) — ископаемый вид людей.
Впервые его остатки нашла в 2013 году в Южно-Африканской Республике, на территории, известной как «Колыбель человечества», в пещере «Восходящая звезда» (англ. Rising Star) команда под руководством палеоантрополога Ли Бергера из Витватерсрандского университета. В ходе раскопок учёные извлекли из земли более 1,55 тыс. окаменелостей, принадлежавших по меньшей мере 15 различным особям. Название этот вид получил благодаря пещере, в которой его нашли: на языке сесото naledi означает «звезда».
Строением и телосложением Homo naledi напоминает небольших современных людей, но отличается от них небольшим объёмом эндокраниума — базальной части черепа, которая делает его похожим на австралопитеков. С морфологической точки зрения череп уникален и не похож на черепа других представителей рода. Исследование черепа позволило предположить, что Homo naledi мог знать о существовании погребальных ритуалов, свойственных гораздо более поздним видам.
Команда Ли Бергера установила, что возраст найденных остатков Homo naledi составил около 335—236 тысяч лет, хотя изначально предполагалось, что они значительно старше. Примерно в это время (200 тысяч лет назад) в Африке появились Homo sapiens, а в Европе эволюционировали неандертальцы. Возраст вида неизвестен, но по более ранним представлениям (до публикации сведений группы Ли Бергера) анатомическое строение Homo naledi позволяло отнести его к первым представителям рода людей (Homo) возрастом около 2,8—2,5 млн лет назад. По другой оценке получалось, что Homo naledi жил 2 млн лет назад (±500 тысяч лет).

## История открытия
Первооткрывателями вида стали палеоантрополог из ЮАР Ли Роджер Бергер и его команда, которые обнаружили вид через пять лет после того, как им удалось найти первые остатки австралопитека седиба. 1 октября 2013 года спелеологи Рик Хантер и Стив Такер под руководством Бергера нашли новое захоронение в камере Диналеди пещеры «Восходящей звезды», расположенной на территории «Колыбели человечества» в ЮАР. В нём располагалось несколько окаменелостей гомининов. Данная камера находится примерно в 80 метрах от входа в пещеру. Главный проход имеет длину 10 метров и высоту около 25—50 сантиметров в самом узком месте и находится в нижней части коридора. Перепад высот составляет 12 метров. 5 дней спустя, 6 октября 2013 года, команда и лично Бергер в своих соцсетях запросили у коллег помощь в сборе окаменелостей. За два года исследований из богатых глиной отложений в пещере они извлекли 1550 кусков костей, принадлежащих по крайней мере пятнадцати особям (9 незрелым и 6 взрослым). Бергер и его коллеги опубликовали результаты своих исследований 10 сентября 2015 года в научном журнале с открытым доступом eLife. По словам самого Бергера, ему и его товарищам хотелось сделать что-то беспрецедентное, поэтому они и выбрали это относительно молодое издание с открытым доступом, чтобы любой человек мог без траты средств прочесть информацию об исследовании. При этом суммарный объём публикации составил около 70 страниц, что в шесть раз превосходит объём обычной статьи с описанием находки. Она вызвала немалый ажиотаж — за первые дни статью прочитали более 100 тысяч раз, а к концу следующего года это число превысило 325 тысяч.
Найденные окаменелости представляют собой 737 разных элементов человеческого тела, включая части черепа, челюсти, рёбер, зубов, конечностей и костей внутреннего уха. Они принадлежали существам всех возрастов, от стариков до детей. Помимо этого исследователи обнаружили несколько сочленённых или практически сочленённых элементов, включая череп с челюстной костью и практически целые ступни и кисти. Это было самое богатое скопление связанных (принадлежащих к одному виду) ископаемых гоминидов, обнаруженных в Африке за всю историю раскопок. Помимо коллекции Sima de los Huesos и более поздних образцов в Неандертале, среди окаменелостей гомининов на месте раскопок наиболее полно представлены элементы скелета на протяжении всей жизни от множества людей.
Голотип DH1 — это мужской свод черепа (верхняя часть), части верхней челюсти и почти полная челюстная кость. Все паратипы с DH2 по DH5 включали часть свода черепа. Бергер и его коллеги назвали найденный вид Homo naledi. Видовое название образовано от слова «звезда» на языке сесото — по наименованию пещеры, где нашли остатки, — «Восходящая звезда»
Американский антрополог Джон Хокс и его коллеги, проводившие раскопки в дальнейшем, в 2017 году написали новую статью, опубликованную всё в том же eLife, в которой объявили об обнаружении остатков ещё как минимум трёх представителей того же вида — двух взрослых и одного ребёнка — в камере Леседи той же пещеры. В том же году Бергер и Хокс выпустили совместную книгу о проведенных исследованиях и поисках. В 2020 году вышло русское издание.
В 2021 году та же группа Ли Бергера обнаружила в узкой расщелине Диналеди 34 новых фрагмента, шесть из которых — зубы, а остальные — части черепной коробки Homo naledi. Они принадлежали ребёнку, первому из вида, получившему имя Лети, то есть «потерянный» на языке сетсвана. Фрагменты располагались примерно в 12 метрах к юго-западу от места первых раскопок в камере. Они соответствуют особи в ранней неполовозрелой стадии развития. В частности швы на черепе ещё не срослись, что говорит о том, что скончавшийся был совсем молодым подростком.

## Систематика
В 2017 году возраст найденных в камере Диналеди остатков Хокс и его коллеги оценили в 367—238 тысяч лет, то есть этот вид жил в среднем плейстоцене. Для определения возраста единовременно использовались методы электронно-спинового резонанса и уран-ториевого датирования по трём зубам и уран-ториевого и палеомагнитного датирования отложений. Ранее считалось, что окаменелости старше, и их возраст определялся в 2—1 млн лет. Такие выводы следовали из размера мозга, который, как предполагалось, был слишком мал для столь позднего вида гомининов, обнаруженного на территории Африки. Гоминина со столь малым мозгом и жившего в том же периоде, получившего название Человек флоресский, обнаружили лишь Майк Морвуд и его коллеги в Индонезии, но он жил на изолированном острове и, скорее всего, вымер вскоре после прибытия туда Человека разумного. Ранее предполагалось, что размер мозга даёт эволюционное преимущество, но Homo naledi, обладавший небольшими размерами данной части тела, выживал в окружении обладателей крупного мозга. Это заставило пересмотреть всю теорию эволюции, а анатомия мозга вида, внешне напоминающая мозаику, значительно расширила диапазон вариаций для эволюции человеческого рода.
Предполагается, что вид Homo naledi или его предки очень рано отделились от линии, по которой шло развитие Человека разумного. Время отделения доподлинно не установлено. Бергер, Хокс и другие авторы предположили, что это случилось во времена, когда на Земле жили Человек умелый, Человек рудольфский или австралопитек седиба, хотя не исключили и вероятность того, что Homo naledi является «сестринским» таксоном для Человека прямоходящего или для потомков Человека-предшественника. Последнее означало бы, что Homo naledi отошли от предков современного человека и начали развиваться своим путём не позднее чем 900 тысяч лет назад и, возможно, ещё в плиоцене. Существует вероятность, что они возникли из-за скрещивания между родом Homo и поздними австралопитеками. Череп Homo naledi по структуре наиболее близок к черепу Человека прямоходящего.
Неясным остаётся и то, были ли Homo naledi распространены по всей Африке или только на территории «Колыбели человечества». Если они проживали на всей территории «Чёрного континента», то вполне вероятно, что несколько гоминидов, которые традиционно относились к поздним образцам вида «Человек прямоходящий», на самом деле являются образцами Homo naledi.

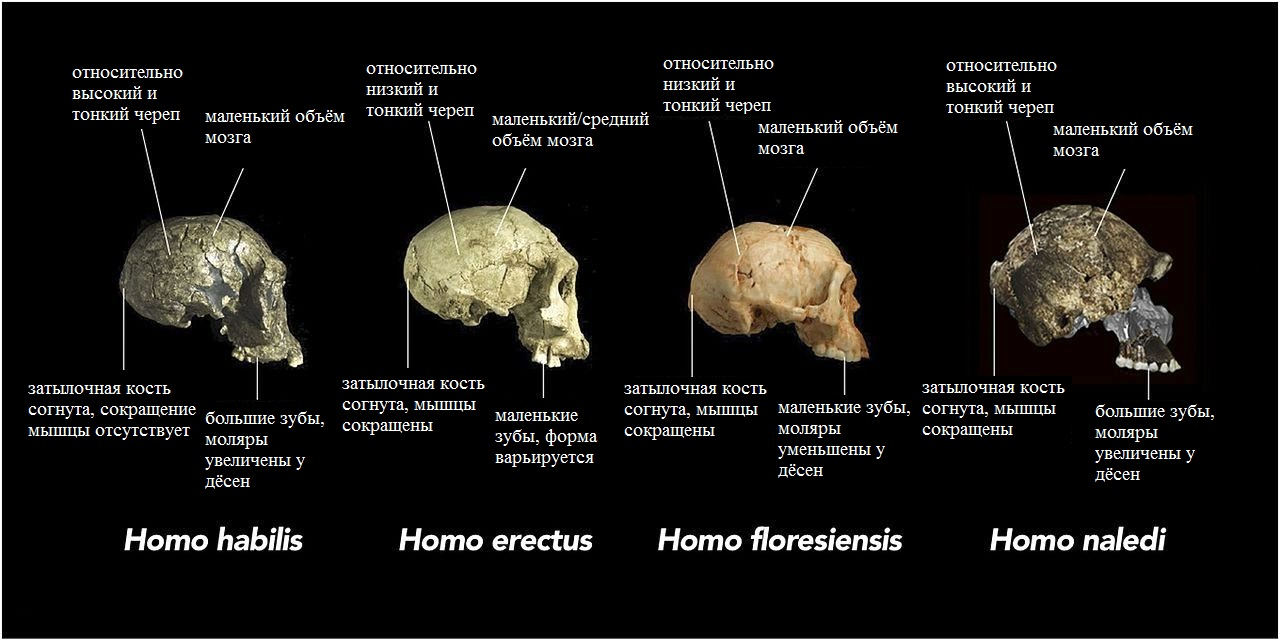
Черты черепа Homo naledi по сравнению с другими представителями рода Homo с маленьким мозгом. Слева направо: Человек умелый, дманисский гоминид, Человек флоресский, Homo naledi. Автор — Крис Стрингер

|  |

## Анатомия

### Череп

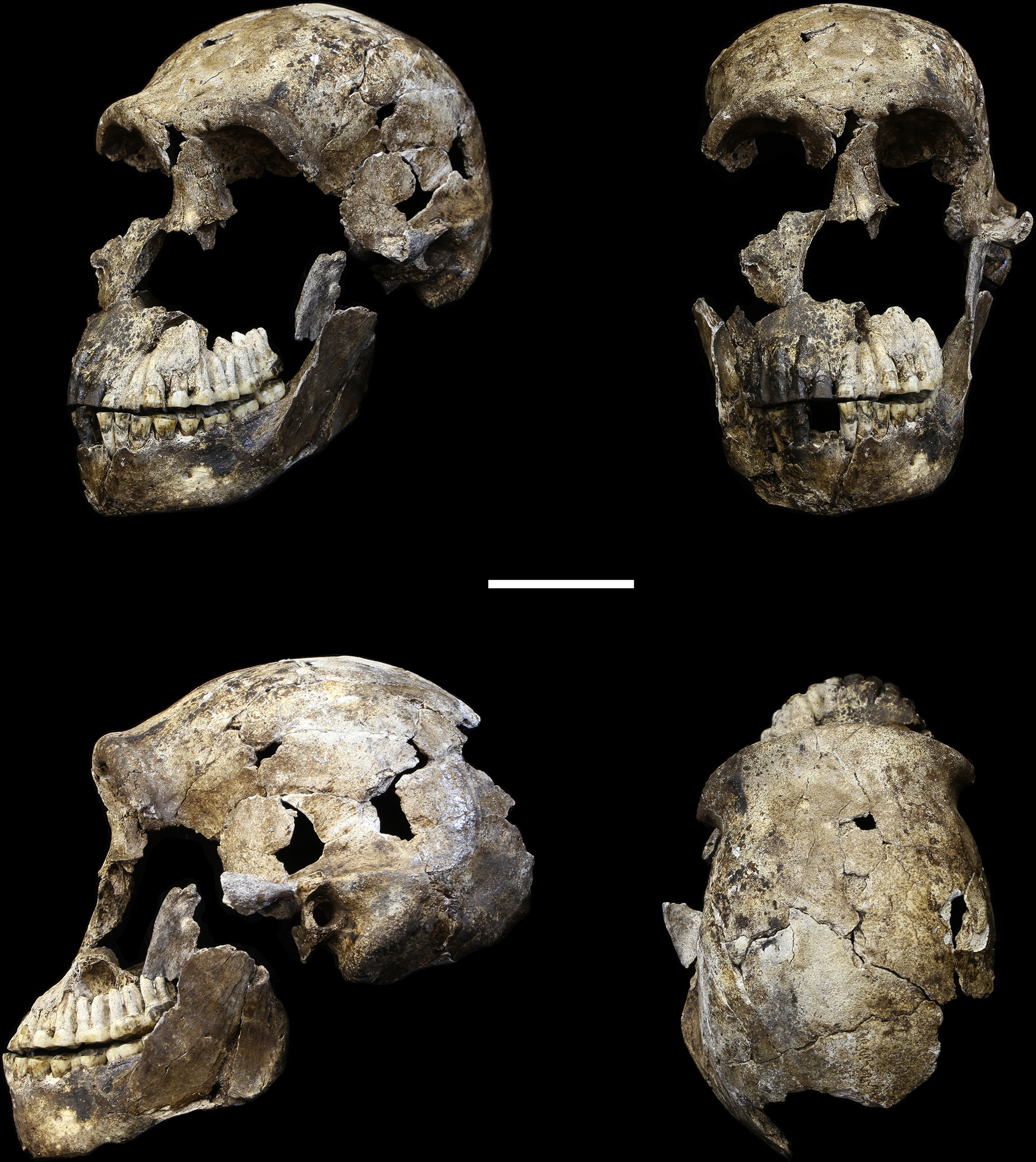
Череп

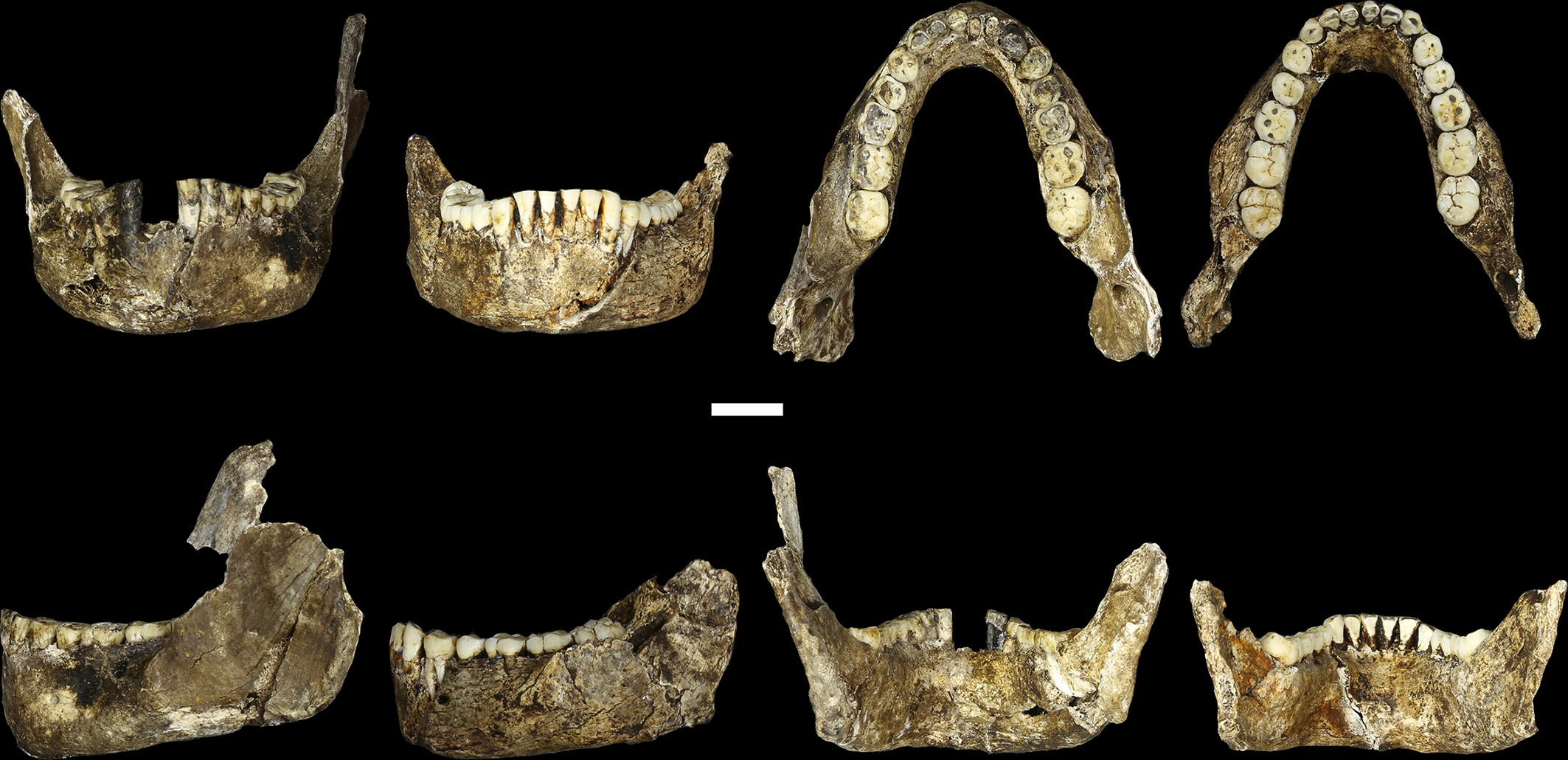
Верхняя и нижняя челюсти

Два мужских черепа из камеры Диналеди имеют объём около 560 см³. Два женских черепа меньше по объёму, который у них составляет 465 см³. Череп мужской особи, которую в дальнейшем Хокс и его коллеги обнаружили в камере Леседи, имеет объём 610 см³. По параметрам черепа вид более напоминал австралопитека, чем Человека прямоходящего, у которого объём черепа составлял 900 см³. Обнаруженные в камере Леседи остатки больше похожи на нечто среднее между Человеком умелым и дманисским гоминидом. Коэффициент энцефализации Homo naledi исследователи оценили в 4,5, также как и у карликового Человека флоресского, что заметно меньше, чем у остальных представителей рода Homo (у всех людей этой эпохи он более шести). Тем не менее, его форма черепа более похожа на современных Homo: более тонкая форма, в наличии височные и затылочные доли мозга и заниженное посторбитальное сужение (то есть череп не сужается прямо за глазницами). Морфология лобных долей более или менее одинакова для всех видов рода Homo, в отличие от размера, который по мере развития рода становился всё больше, поскольку последующие виды становились всё более вовлечены в общение, развитие языка и орудий труда. Неясно, из-за чего у Homo naledi оказался такой размер мозга, — достался ли он ему от общего предка рода людей или стал таким позднее в результате эволюции. Масса мозга составляла лишь 400—600 граммов, то есть среднее между австралопитеком и первым из современных видов людей Человеком умелым.
В отличие от ископаемых гомининов, таких как африканский австралопитек, Человек прямоходящий и неандерталец, у Человека наледи коренной зуб прореза́лся достаточно поздно, появляясь, как и у Человека разумного, вместе с премолярами. Это указывает на более медленное созревание вида, сравнимое с современным человеком. Скорость образования передних зубов у Homo naledi также ближе к показателям современного человека, нежели к ископаемым гомининам. Общий размер и форма коренных зубов у вида наиболее близки к трём неопознанным представителям рода Homo из пещер Сварткранс и Кооби-Фора в Восточной Африке. По размеру же они напоминают Человека разумного эпохи плейстоцена, но отличаются по форме. Шейки коренных зубов пропорционально сходны с подобными у парантропа и афарского австралопитека. В отличие от современного человека, у Homo naledi отсутствуют некоторые дополнительные зубные наросты. К тому же очень часто встречаются представители вида с ярко выраженными каспами (костяными образованиями), а именно метаконами (бугорок на задних молярах со стороны языка) и гипоконусами (бугорок на внешней поверхности верхних коренных зубов) на втором и третьем молярах, а также Y-образными гипоконулидами (бугорок, более похожий на гребень, на дистальной, внешней, направленной к щеке части нижних коренных зубов) на всех третьих молярах. Тем не менее Homo naledi имеет много стоматологических сходств с современным человеком.
Наковальня (одна из костей среднего уха, передающая звук) у Homo naledi больше похожа на аналогичную кость у шимпанзе, горилл и прочих человекообразных обезьян и парантропа, нежели на кость представителя рода Homo. Помимо этого, как и Человек умелый с Человеком прямоходящим, Человек наледи имел хорошо развитую надбровную дугу с бороздой, которая простиралась прямо над хребтом, а также, как и второй вид, ярко выраженный затылочный пучок. Некоторыми чертами лица он схож с Человеком рудольфским

### Строение тела

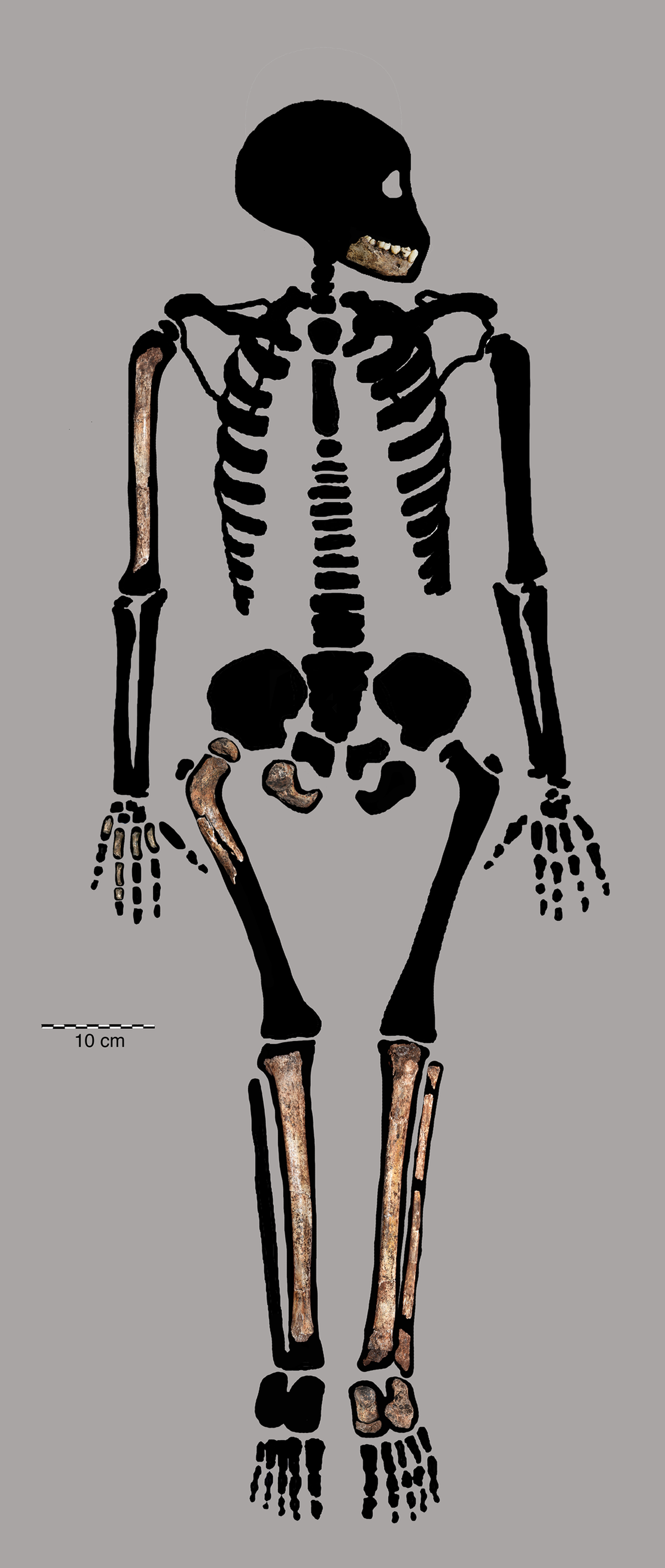
Экземпляр номер 7, мальчик 8—15 лет. Реконструкция скелета

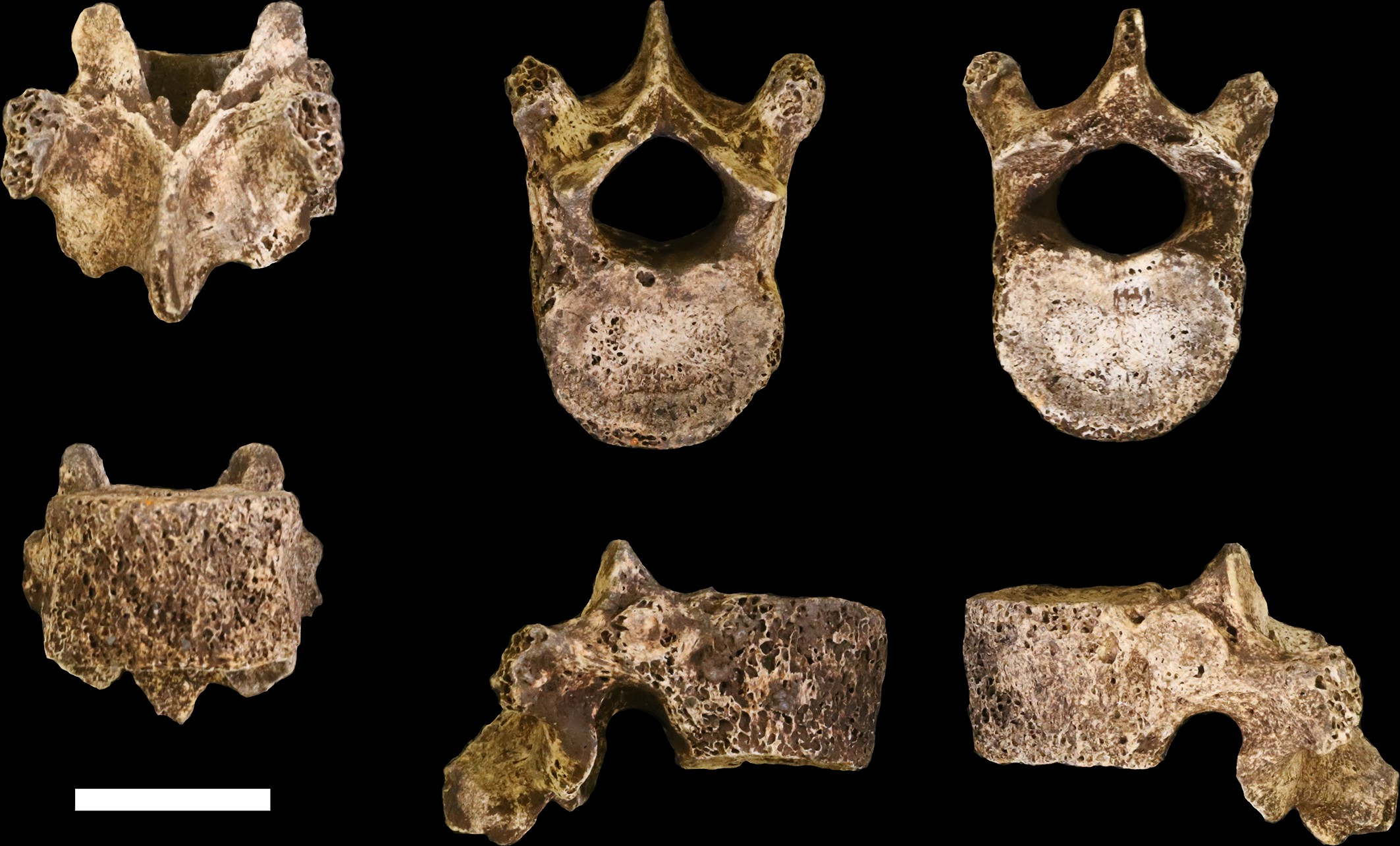
10 позвонок

По оценкам исследователей, средняя особь Homo naledi в среднем достигала 143,6 сантиметра в высоту и весила 39,7 килограмма — это промежуточное значение между средней массой австралопитека и Человека разумного. Как и другие представители рода Homo, самцы этого вида были в среднем на 20 % крупнее самок. Молодая особь, которой палеонтологи присвоили номер 7, по скорости развития скелета соответствует более быстрорастущим обезьяноподобным гомининам: австралопитеку седиба и мальчику из Турканы (который принадлежит к виду Человек работающий). При этом зубы Homo naledi, видимо, росли с той же скоростью, что и у современного человека, поэтому не исключено, что эта особь на самом деле старше и скорость полового созревания у вида ниже, чем предполагалось изначально. В зависимости от этого параметра на момент смерти мальчику было или 8—11, или 11—15 лет.

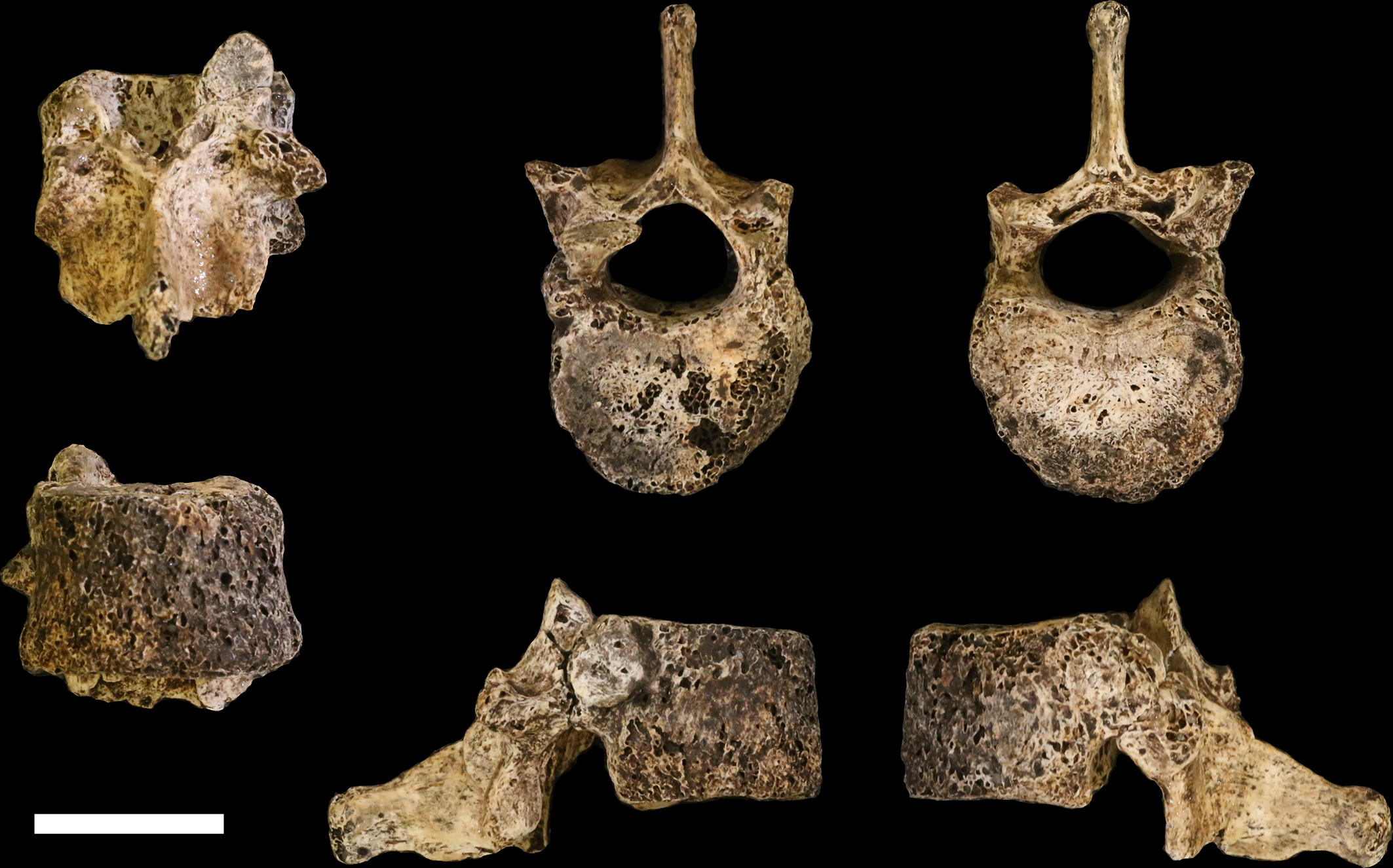
11 позвонок

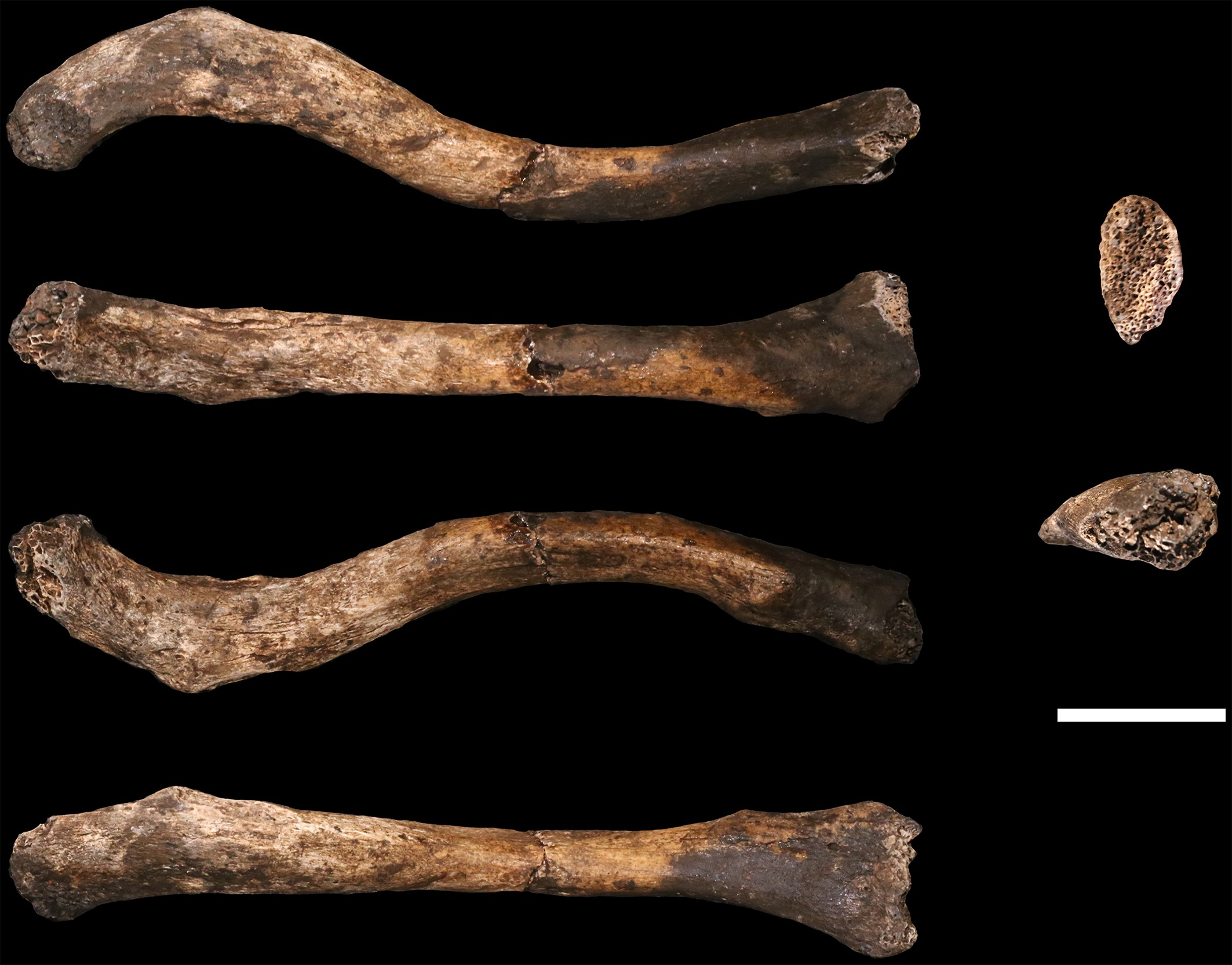
Ключица

От позвоночника первой группы сохранились только десятый и одиннадцатый грудные позвонки предположительно одной особи, которые пропорциональны аналогичным позвонкам современного человека, хотя они и являются наименьшими среди всех гоминин. Поперечные отростки, выступающие диагонально, более всего напоминают таковые неандертальцев. Нервные каналы внутри этих позвонков пропорционально велики, как и у современных людей, неандертальцев и человека из Дманиси. 11 ребро прямое, как у афарского австралопитека, а двенадцатое в поперечном сечении идентично ребру неандертальца. По видимому, оно поддерживало сильные межрёберные мышцы вверху и не менее сильную квадратную мышцу поясницы внизу, как и у последнего из видов, однако, в отличие от него, прикрепление к диафрагме, видимо, было слабым. Этот экземпляр для своего возраста кажется мелким по сравнению с другими представителями рода Homo, однако нельзя сказать наверняка, был ли он типичным представителем или имел какую либо задержку в развитии. Во второй группе были обнаружены поясничные позвонки, которые левая часть этого позвонка Homo naledi соединялась с правой дорсально и по центру. Левый вентральный аспект нижнего тела позвонка и кольцевой апофиз отсутствуют.
Плечи Homo naledi напоминают плечи австралопитека: лопатка расположена на спине выше и дальше от середины спины, а ключицы короткие с небольшим или и вовсе отсутствующим скручиванием. Расположенные высоко кости плечевого пояса указывают на то, что грудная клетка была уже, чем у современного человека. Таз и ноги имеют черты, напоминающие австралопитековые: сжатые по направлению спереди назад шейки бедра, сжатые медиолатерально (слева направо) голени и несколько округлая шейка малой берцовой кости, что указывает на широкий живот. Такая комбинация исключает способность к длительному бегу, поэтому Homo naledi, в отличие от Человека прямоходящего и его потомков, по видимости, вёл более древесный образ жизни.

### Конечности

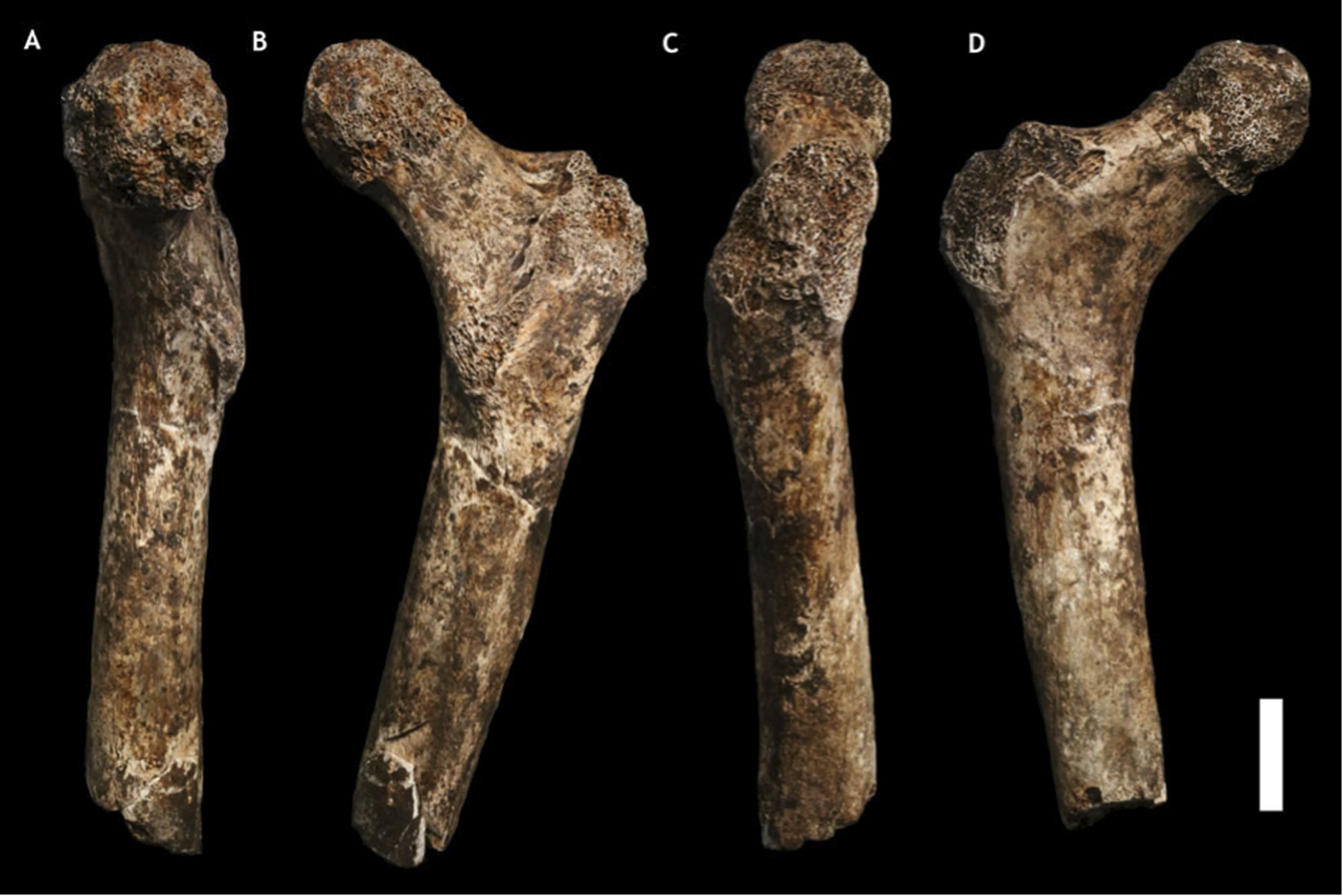
Бедро

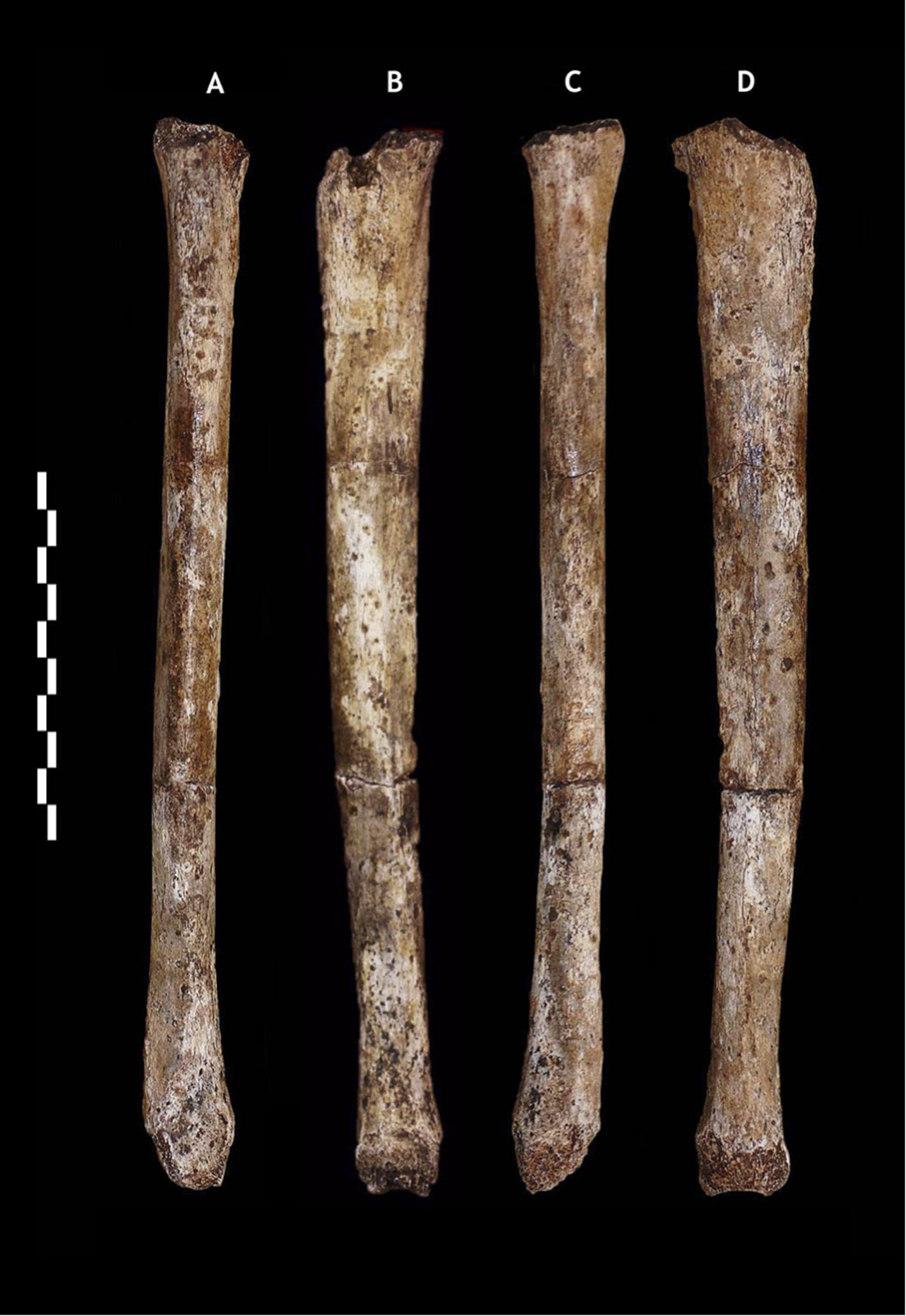
Большая берцовая кость

Пястная кость большого пальца руки у Homo naledi была хорошо развита. Он использовал её для удержания больших предметов и проведения с ними всяческих манипуляций. Большой палец имел мощные гребни для поддержки мышцы, противопоставляющей большой палец кисти, которая использовалась для точного захвата мелких предметов. Помимо этого к ним крепилась тенарная мышца. Это делает Человека наледи более похожим на других, более развитых представителей рода Homo, нежели на обезьяноподобного австралопитека. Сильным, как и современных людей, у него был и длинный сгибатель большого пальца кисти. Все эти критерии строения организма развивались со временем, поскольку они важны для сильного захвата и сжатия предметов между большим и остальными пальцами. Однако, в отличие от более развитых представителей рода Homo, пястный сустав большого пальца у наледи, по сравнению с длиной самого пальца, сравнительно мал, а фаланговый сустав заметно уплощён. Дистальная кость фаланги более крепкая, нежели у современного человека, и пропорционально похожа на аналогичную кость у Человека умелого и Paranthropus robustus. Использование более широкой сравнительной выборки показало, что пястная кость большого пальца (Mc1) у Человека наледи отличается от большинства других гоминин и показывает сходство только с StW 418 из Стеркфонтейна (австралопитек африканский). Проксимальный эпифиз у Homo naledi оказался грацильным и наиболее схож с Cercopithecus lomamiensis, шимпанзе, орангутаном, афарским австралопитеком и австралопитеком седиба, нежели с людьми.

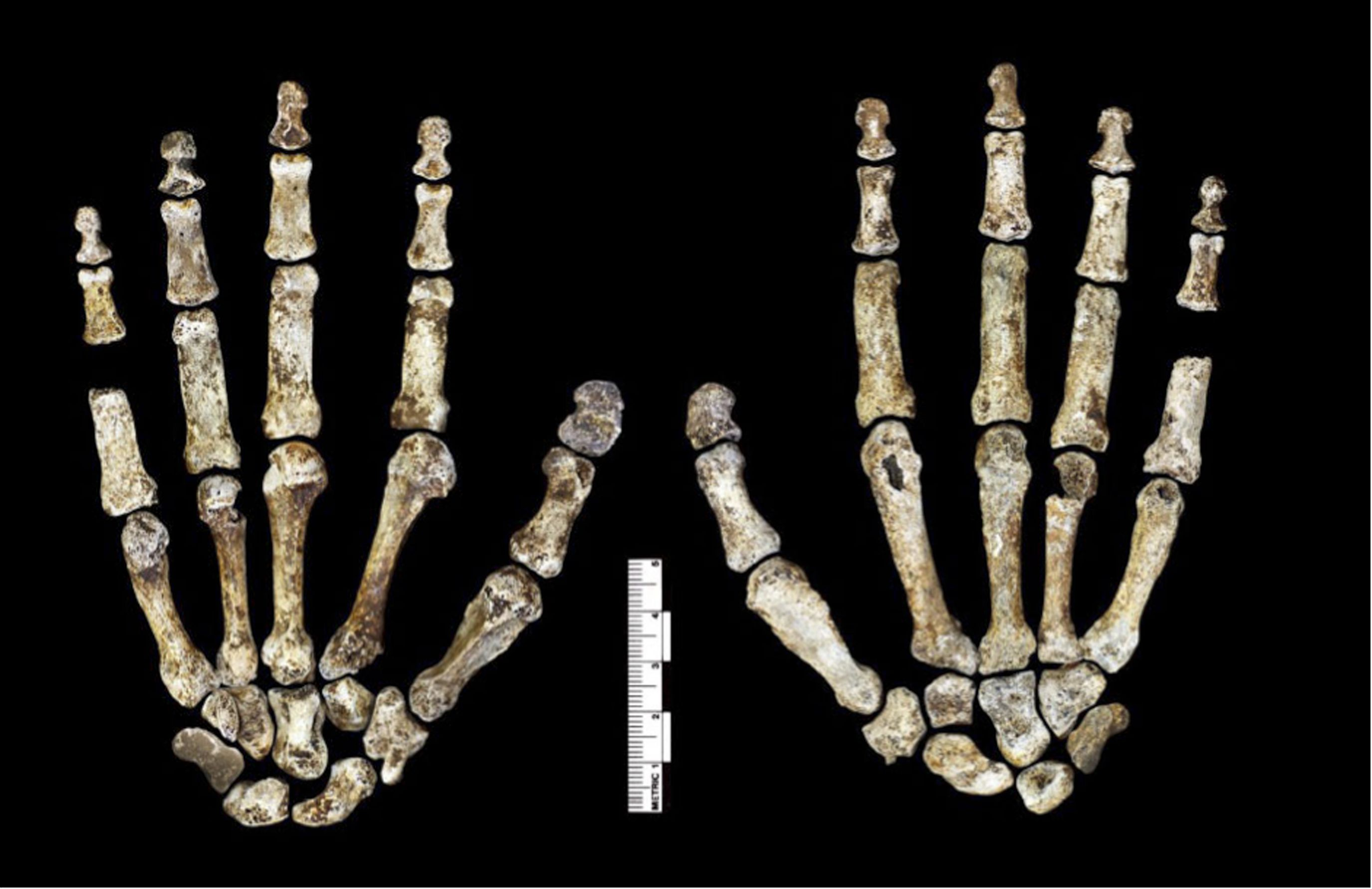
Ладонь

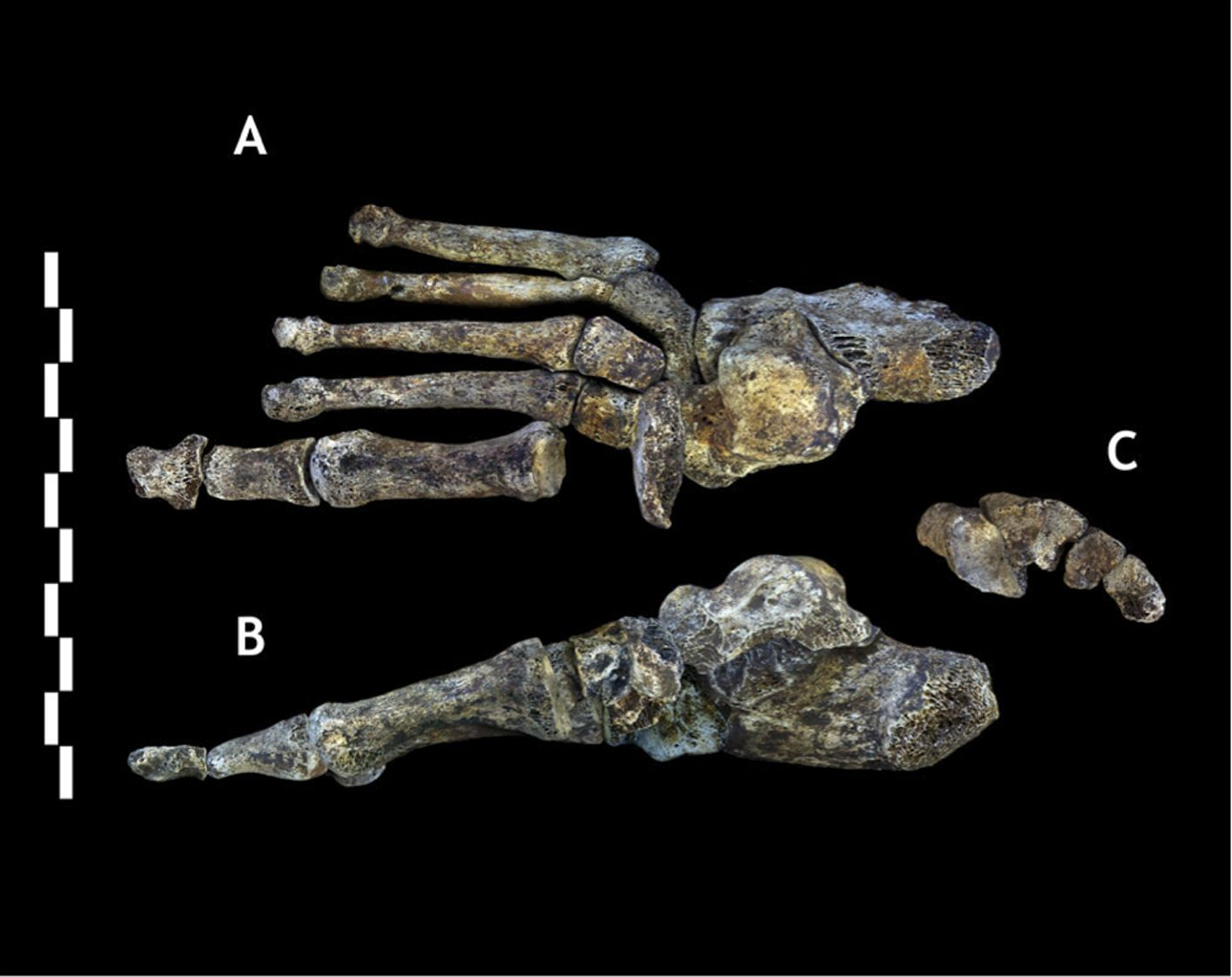
Ступня

Пястные кости других пальцев имеют больше общего с аналогичными костями современных людей и неандертальцев, нежели с древними представителями рода Homo. В целом, они более предназначены для манипулирования объектами, в частности мелкими, чем у них. Лучезапястный сустав Homo naledi сопоставим с суставом Человека разумного. А вот проксимальные (основные) фаланги напротив сильно изогнуты и почти идентичны фалангам афарского австралопитека и Человека умелого, что антропологи интерпретируют как удобное приспособление для лазанья и удержания на деревьях. Этот фактор опять же является свидетельством в пользу того, что наледи жил именно в лесах, а не на открытой местности. Причём данное искривление более выражено у взрослых особей, нежели у молодых, что позволяет сделать предположение о том, что взрослые лазали по деревьям не меньше, чем молодые, а значит последние делали это не ради развлечения: это было нормой их жизни. Пальцы Homo naledi пропорционально длиннее, нежели у других ископаемых гомининов (за исключением однозначно древесного Ardipithecus ramidus и ископаемого гоминина из израильской пещеры Кафзех), что в очередной раз говорит о том, что они, вероятно, вели именно древесный образ жизни, много лазая по деревьям.
Несмотря на подобный образ жизни, Homo naledi был двуногим и прямоходящим. Как и у других гоминидов у него была ярко выраженная линия aspera (гребень, идущий вниз по задней поверхности бёдра), ягодичные мышцы крепко крепились к костям. Вид имел толстые надколенники, длинные голени и изящные малые берцовые кости. Всё это указывает на то, что он мог путешествовать на двух ногах на дальние расстояния. Нога Homo naledi походила на аналогичную часть тела у более развитых представителей рода Homo и явно была предназначена для передвижения на двух, а не на четырёх конечностях. Походка у вида напоминала человеческую, но его пяточная кость имела низкую ориентацию, сравнимую с такой у человекообразных обезьян, а не у развитых представителей рода Homo. Низким наклоном отличался и голеностопный сустав. Всё это указывает на то, что данный вид, вероятно, ступал более жёстко, нежели современные люди, и сильнее прижимался к земле во время фазы опоры.
Бедренная кость Homo naledi из камеры Леседи является одной из самых хорошо сохранившихся ископаемых костей такого рода. Она в целом схожа с обнаруженными первоначально в камере Диналеди, однако с точки зрения анатомии при её исследовании удалось обнаружить новые ранее не подтверждённые наукой детали. Так, например, дистальная часть кости (то есть её мыщелки) сохраняют ранее не идентифицированную у других видов, включая по неизвестным причинам расширенную передне-заднюю часть середины бедра и переднюю часть надколенника, которая расширяется по приближению к голени.

## Образ жизни
На всех местных гомининов охотились крупные хищники, такие как львы, леопарды и гиены. Однако число их, судя по количеству остатков близ пещеры, на территории северной части «Колыбели человечества», было невелико. По словам С. Рейнольда, вероятнее всего, хищники селились в устье реки Блаубанк к югу от пещер, где, скорее всего, были лучшие условия для охоты и больший объём добычи. Так как на юге известно в целом намного больше стоянок человека и животных, здесь хищники могут быть хуже представлены в летописи окаменелостей, хотя в процентном соотношении их тогда было примерно столько же, сколько и на юге.

### Питание

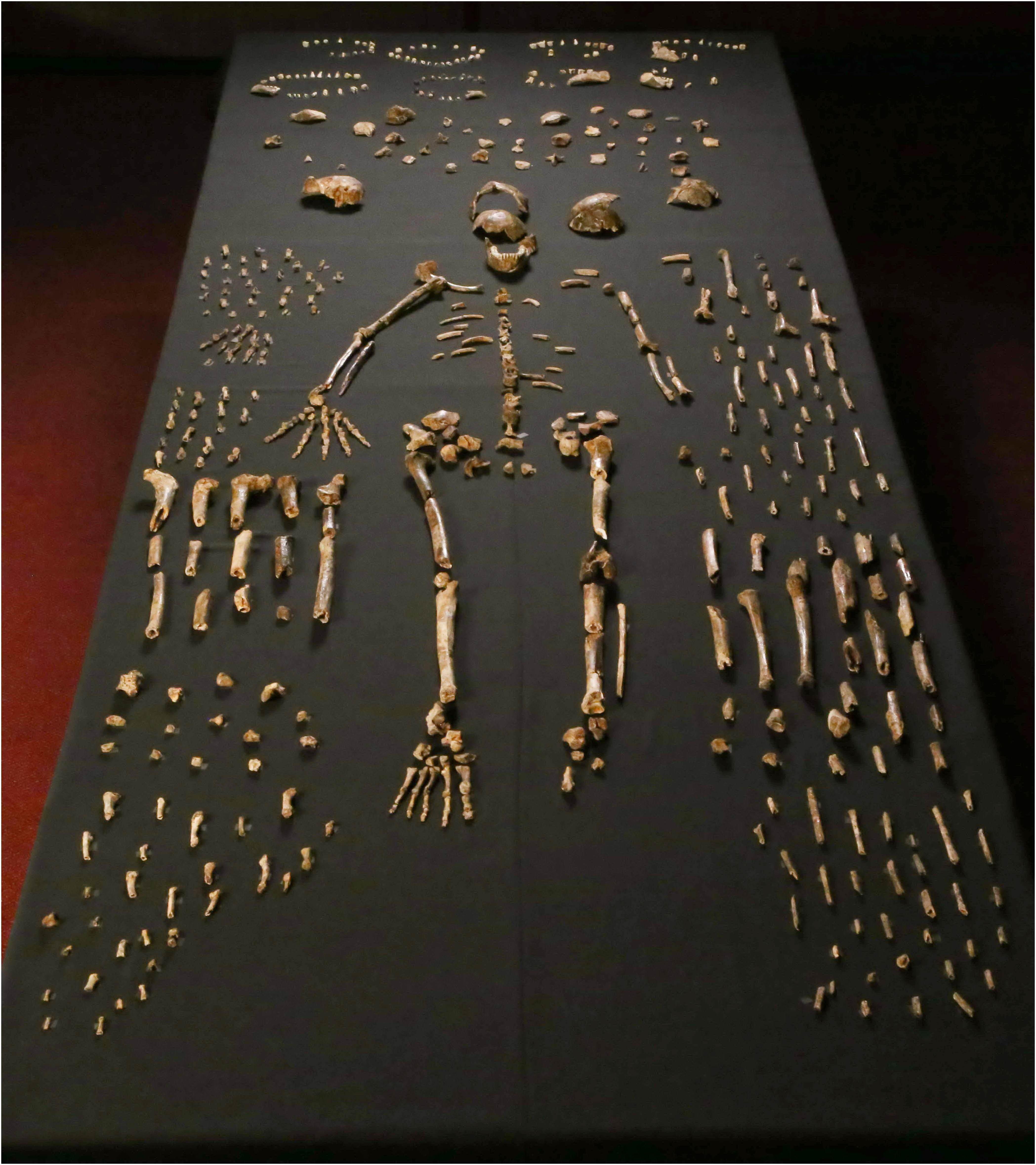
Изображение скелета Homo naledi, опубликованное Ли Бергером в eLife.

Присутствие на зубах представителей вида многочисленных сколов, ровно как и их общий износ, в том числе у достаточно молодых особей, позволило палеоантропологам предположить, что для вида было привычным использовать для пережёвывания и растирания пищи не только зубы, но и небольшие твёрдые предметы, например, мелкие камешки или грязь. Из-за износа задние зубы стали чашеобразной формы, что также говорит о вероятном употреблении песчаных частиц. Износ мог образоваться и из-за употребления в пищу немытых корней или клубней различных растений. Существует и другая возможная причина появления износа — из-за излишне засушливой в этой части Африки погоды твёрдые частицы могли покрывать продукты питания даже после мытья. Не исключается, что обычный рацион Homo naledi состоял из твёрдых продуктов, например семян или орехов, которые перед употреблением наледи размалывали на более мелкие и мягкие кусочки.
Вне зависимости от того, что из этого является правдой, данный вид занимает уникальную нишу в пищевой цепи, не похожую на других южноафриканских гомининов, таких как австралопитек и парантроп. Одновременно с этим зубы всех трёх видов указывают на то, что представителям Homo naledi приходилось прикладывать значительные усилия для разжёвывания как растительных, так и мышечных волокон. Более развитым представителям рода Homo не требовалось прикладывать такие усилия, поскольку они были знакомы с приёмами готовки, которые достаточно размягчают пищу. Несмотря на то, что на лекции в Научном институте Карнеги в Вашингтоне в 2022 году Бергер сообщил об обнаружении в пещере «следов множества кострищ», использование огня наледи не считается доказанным.
Зубы Homo naledi имеют очень сложную структуру износа с преобладанием, помимо чашеобразности, крупных и глубоких ям, низкой анизотропией и высоким текстурным заполнением. Из известных гомининов сложнее износ лишь у Paranthropus robustus, а немного проще — у употребляющих с едой камни приматов, дымчатого мангобея и медвежьего павиана. Отсюда Ли Бергер и П. Унгар смогли исключить из рациона наледи такую пищу как трава или листья и сделали вывод, что вид предпочитал именно жесткую мясную пищу и насыщенные зерном гипогенные клубни, для упрощения разжёвывания которой брал в рот камешки и прочие жёсткие предметы. Обнаруженные в 2021 году остатки ребёнка, на зубах которого был обнаружен высокий процент сколов (около 44 %), позволили Бергеру и команде сделать вывод о том, что подобную диету соблюдали все представители рода, начиная с детей и заканчивая глубокими, для Homo naledi, стариками. Так или иначе, этот процент для гоминин, обнаруженных в Африке, является экстремально высоким.

### Орудия труда
Хотя рядом с ископаемыми остатками не было обнаружено каких-либо орудий труда, вполне вероятно, что Homo naledi пользовались теми же приспособлениями, что и представители других видов рода Homo, которые жили в раннекаменном (в ашельском и, возможно, более раннем олдувайском периоде) или среднекаменном веке. Это предположение связано с тем, что их руки имеют те же особенности, что и другие человеческие виды, которые однозначно пользовались инструментами. Помимо этого, Homo naledi является единственным известным науке видом человека, который в ранне- и среднекаменном веке существовал на территории южноафриканского бассейна Хайвельд, что позволило Бергеру и коллегам предположить и то, что данный вид создал и использовал все найденные в регионе орудия труда. Все известные ныне науке методы огранки и использования камня, вероятно, развивались неоднократно и независимо разными человеческими группами на протяжении тысячелетий. Не исключено, что некоторые представители более развитых групп Homo могли передать эти наработки (намеренно или, более вероятно, случайно) другим видам.

### Захоронение

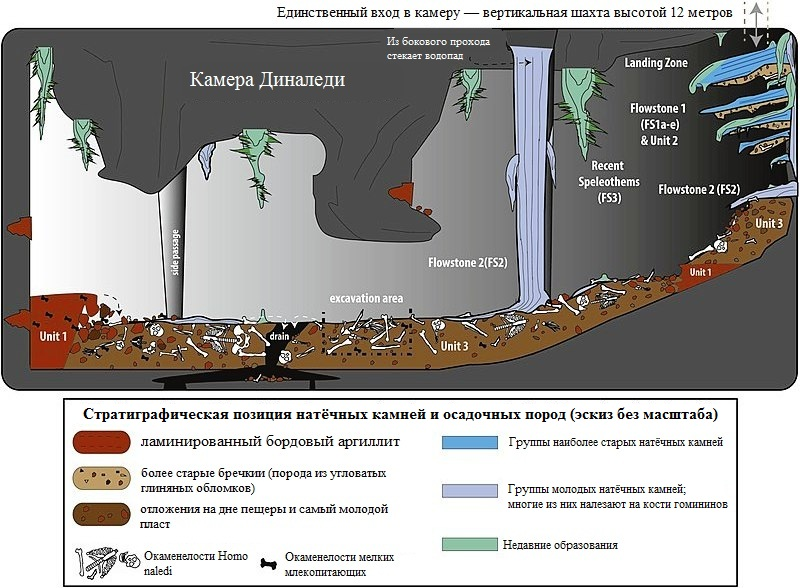
Стратиграфическая позиция натёчных камней и осадочных пород в камере Диналеди

В 2015 году Диркс, Бергер и прочие участники экспедиции пришли к выводу, что все найденные тела должны были быть преднамеренно перенесены с места смерти и помещены в камеру, поскольку они выглядели так, словно были целыми на момент помещения. Как они написали, нет никаких доказательств того, что они могли забраться в камеру из-за хищников или жили здесь. Камера недоступна сама по себе для крупных хищных животных, изолирована от внешнего мира и никогда не затапливалась, то есть внешние силы не участвовали в умерщвлении данных представителей вида. Отсутствуют и какие-то тайные шахты, провалы и проходы, через которые наледи могли попасть сюда случайно и более не выбраться. Нет и свидетельств какой-либо катастрофы, которая могла погубить всех людей, которые по той или иной причине собрались внутри камеры. Возможно, тела были сброшены сюда по жёлобу и долго и аккуратно падали сверху из-за мягкой грязевой подушки или неровностей пути. В обоих сценариях вероятным «гробовщикам» требовалось бы искусственное освещение для захоронения и навигации внутри пещеры. Причём место, вероятно, использовалось с этой целью неоднократно, ибо не все тела появились здесь одновременно. В связи с этим пещера, по мнению исследователей, вероятнее всего, является могилой и способом захоронения умерших.
В 2016 году немецкий палеонтолог Аврора Вал из Тюбингенского университета выразила сомнение, что подобная сохранность могла быть связана лишь с осторожным захоронением. Она предположила, что возможна и предварительная мумификация. При этом из-за отсутствия трубчатых костей данные представители вида действительно могли пострадать от хищников, а наличие свидетельств повреждения жуками, их личинками и улитками говорит о возможности затопления камеры, и её коллеги, по мнению Вал, напрасно проигнорировали этот фактор. При этом она всё же отметила, что камера не имеет условий для жизни улиток, ровно как и не было обнаружено каких-то следов раковин. Так что затопление действительно могло произойти уже после смерти.
Тем не менее в новом исследовании 2017 года Диркс, Бергер и коллеги уже совместно с Хоксом вновь оставили своё предложение неизменным и заявили, что, по их мнению, нет никаких доказательств тому, что в пещеру могла течь вода. Они выразили уверенность, что все эти люди были специально здесь похоронены. Учёные не исключили и вероятность того, что похороны могли быть проведены не представителями Homo naledi, а более развитыми людьми. При этом учёные заметили, что присутствует немалая вероятность наличия культуры погребения у самого вида. Данное захоронение могло быть сделано как из соображений гигиены (для удаления гниющих тел из поселения и отвлечения падальщиков), так и из-за присутствия некоего горя от утраты, как и у современных людей, а также у некоторых менее социально и умственно развитых животных. В дальнейшем Бергер писал, что этот вид затруднил понимание эволюции человека, ибо из-за него ему сложно понять, кто же именно изобрёл культуру захоронений и ритуальные практики.
В том же году палеоантрополог Чарльз Эгеланд и его коллеги заявили, что нет никаких доказательств того, что человеческий вид мог так рано разработать концепцию загробной жизни. По их словам сохранность трупов Homo naledi идентична сохранности тел павианов, которые накапливаются в пещерах из-за естественной смерти в подобных местах или из-за того, что их туда таскают охотящиеся на них леопарды.
Несмотря на критику своей позиции, команда Бергера стояла на ней и в дальнейшем. Так, обнаруженные в 2021 году остатки маленького подростка Лети и его местоположение позволили ей ещё увереннее предположить то, что захоронение проводилось поэтапно и постепенно. Кроме того, они писали, что в камере нет представителей каких-то других видов, что является очередным показателем того, что данное место было выбрано специально для похорон. Во многом этот вывод связан с тем фактом, что, по словам команды, тело не могло само упасть так глубоко вовнутрь, а значит его туда намеренно затащили. Так или иначе, это первый вид, который, как предполагается, знал о процедуре похорон, ведь ранее такие повадки обнаруживались только у людей.

## Патологии
Правая сторона нижней челюсти взрослого гоминина U.W. 101—1142 имеет костное поражение, указывающее на доброкачественную опухоль. Это говорит о том, что он испытывал локальный дискомфорт от отёка, а её расположение рядом с медиальной крыловидной мышцей могло затруднить выполнение челюстью своих функций и вызывать дискомфорт в правом височно-нижнечелюстном суставе (месте соединения челюсти с черепом).
Обнаруженные у двух экземпляров Homo naledi дефекты зубов развивались в течение 1,6—2,8 и 4,3—7,6 месяцев соответственно. Скорее всего, они были вызваны сезонными стрессорами. Это вполне могло произойти из-за экстремально-высоких или низких температур, которые вызывали нехватку пищи. Кроме того, зимой в этом районе они иногда опускались до 3 градусов Цельсия, а порой и вовсе ниже нуля, что значительно ниже, чем в среднем по Африке. Из-за маленького тела данному виду было сложно сохранять своих младенцев в тепле, и зимы, вероятно, понижали их устойчивость к респираторным заболеваниям ещё сильнее. Помимо этого, в качестве дополнительного фактора, мог повлиять и «экологический стресс», который соответствует современным: сезоны гриппа на этой территории, которые достигали и достигают своего пика зимой, и диарея, крайне частое явление в сезон дождей.

## Упоминания в культуре
8 сентября 2017 года почта ЮАР выпустила почтовый блок, посвящённый Homo naledi.